# Spinileberis furuyazsis
Spinileberis furuyazsis is een mosselkreeftjessoort uit de familie van de Cytheridae. De wetenschappelijke naam van de soort is voor het eerst geldig gepubliceerd in 1988 door Ishizaki & Kato.